# Gabriele Colombo
Gabriele Colombo (* 11. Mai 1972 in Varese) ist ein ehemaliger italienischer Radrennfahrer.

## Sportliche Karriere
Gabriele Colombo begann seine Karriere 1994 bei der italienischen Radsport-Formation Gewiss-Ballan. Er nahm 1995 schon zum ersten Mal an der Tour de France teil und gewann eine Etappe. Ein Jahr später feierte er seinen größten Erfolg, als er das Radsport-Monument Mailand–San Remo gewann. Im selben Jahr konnte er auch noch die beiden Etappenrennen Giro di Sardegna und Giro di Calabria gewinnen. 
1999 wechselte er dann zu Cantina Tollo, wo er 2001 noch einmal Dritter auf einer Etappe des Giro d’Italia wurde. Nach einem Wechsel zu Domina Vacanze wurde er 2003 auch nochmal Etappenzweiter hinter Fabio Baldato. 2007 beendete Colombo seine Radsportlaufbahn.

## Erfolge
1995
- eine Etappe Tour de France
- eine Etappe Burgos-Rundfahrt

1996
- Mailand–Sanremo
- Settimana Internazionale Coppi e Bartali
- Gesamtwertung und eine Etappe Giro di Sardegna
- Giro di Calabria

1998
- eine Etappe Tirreno-Adriatico
- eine Etappe Vier Tage von Dünkirchen

2000
- eine Etappe Baskenland-Rundfahrt
- eine Etappe Setmana Catalana de Ciclisme

## Teams
- 1994–1995 Gewiss-Ballan
- 1996 Gewiss-Playbus
- 1997 Batik-Del Monte
- 1998 Ballan
- 1999 Cantina Tollo-Alexia Alluminio
- 2000 Cantina Tollo
- 2001 Cantina Tollo-Acqua e Sapone
- 2002 Acqua e Sapone-Cantina Tollo
- 2003 Domina Vacanze-Elitron
- 2004 Domina Vacanze
- 2005–2006 Naturino-Sapore di Mare
- 2007 Aurum Hotels